# USS Virginia (1825)
USS Virginia był jednym z 74 działowych okrętów liniowych zatwierdzonych do budowy przez Kongres amerykański 29 kwietnia 1816. Jego stępka została położona w maju 1822 w Boston Navy Yard. Okręt został ukończony około maja 1825, ale zatrzymany na pochylni. Polityka morska i wydatki potrzebne na utrzymanie okrętu powstrzymały wodowanie lub wejście do służby grupy tych okrętów, poza momentami gdy narodowy interes jasno wymagał tego. Okręt pozostał na pochylni w Bostonie do momentu rozebrania go, co rozpoczęło się w 1874.